# 星空的Spica
《星空的Spica》（日语：星空のSpica）是日本聲優田村由香里的第12張單曲，由KING RECORDS於2007年5月9日發行，商品編號為KICM-1210。

## 概要
- 初回限定版採用Digipak形式的包裝。
- 這是田村由香里的唱片合約自Konami轉往KING RECORDS後首張發行單曲[2]。
- 和其他單曲不同的是，此單曲只拍攝宣傳用的硬照和短片，沒有拍攝完整的音樂錄影帶。

## 收錄曲目
1. 星空的Spica（星空のSpica） [4:45]
  - 作詞：椎名可憐／作曲、編曲：太田雅友
  - 動畫《魔法少女奈葉StrikerS》前期片尾曲
2. Sensitive Venus [4:20]
  - 作詞：渡邊美佳／作曲、編曲：Dux
  - Oh!sama TV開首曲（2007年5月25日－2008年2月）
3. Melody [4:06]
  - 作詞、作曲、編曲：田中隼人
  - 文化放送系電台節目開首曲（2007年4月－2008年1月）
  - Oh!sama TV結尾曲（2007年5月25日－2008年2月）

## 註解
1. ↑  Oricon排行榜紀錄搜尋－2007年5月第3週
2. ↑  但田村由香里在Konami的時候，她的唱片製作均由KING RECORDS的VC製作部製作，並由KING RECORDS發行。